# Lepidosperma tuberculatum
Lepidosperma tuberculatum là loài thực vật có hoa trong họ Cói. Loài này được Nees mô tả khoa học đầu tiên năm 1846.